# شهرستان پخته‌کار
ناحیهٔ پَخته‌کار یکی از ناحیه‌های استان جیزک کشور ازبکستان است.
پَخته واژه‌ای فارسی به معنی کتان و پنبه است. از آنجا که آسیای میانه به‌ویژه ازبکستان بزرگ‌ترین تولیدکنندهٔ پنبه در جهان است به جاینامهای مختلفی در این ناحیه برمی‌خوریم که با واژهٔ پخته (پنبه) درست شده‌اند. برای نمونه: ناحیه‌های پخته‌آباد، پخته‌کار، پخته‌چی.